# Kanton Le Pouzin
Der Kanton Le Pouzin ist ein französischer Wahlkreis im Département Ardèche in der Region Auvergne-Rhône-Alpes. Er umfasst 13 Gemeinden im Arrondissement Privas. Durch die landesweite Neuordnung der französischen Kantone wurde er 2015 neu geschaffen.

## Gemeinden
Der Kanton besteht aus 13 Gemeinden mit insgesamt 16.825 Einwohnern (Stand: 1. Januar 2022) auf einer Gesamtfläche von 204,13 km²:
| Gemeinde                       | Einwohner 1. Januar 2022 | Fläche km² | Dichte Einw./km² | Code INSEE | Postleitzahl |
| ------------------------------ | ------------------------ | ---------- | ---------------- | ---------- | ------------ |
| Baix                           | 1.293                    | 17,39      | 74               | 07022      | 07210        |
| Cruas                          | 2.954                    | 15,45      | 191              | 07076      | 07350        |
| Le Pouzin                      | 2.893                    | 12,52      | 231              | 07181      | 07250        |
| Meysse                         | 1.380                    | 19,18      | 72               | 07157      | 07400        |
| Rochemaure                     | 2.250                    | 24,33      | 92               | 07191      | 07400        |
| Rompon                         | 1.141                    | 22,03      | 52               | 07198      | 07250        |
| Saint-Bauzile                  | 316                      | 7,05       | 45               | 07219      | 07210        |
| Saint-Julien-en-Saint-Alban    | 1.464                    | 10,39      | 141              | 07255      | 07000        |
| Saint-Lager-Bressac            | 959                      | 15,37      | 62               | 07260      | 07210        |
| Saint-Martin-sur-Lavezon       | 430                      | 23,54      | 18               | 07270      | 07400        |
| Saint-Pierre-la-Roche          | 63                       | 9,92       | 6                | 07283      | 07400        |
| Saint-Symphorien-sous-Chomérac | 855                      | 7,86       | 109              | 07298      | 07210        |
| Saint-Vincent-de-Barrès        | 827                      | 19,10      | 43               | 07302      | 07210        |
| Kanton Le Pouzin               | 16.825                   | 204,13     | 82               | 0709       | –            |

## Politik
| Vertreter im Departementrat | Vertreter im Departementrat  | Vertreter im Departementrat |
| Amtszeit                    | Namen                        | Partei                      |
| --------------------------- | ---------------------------- | --------------------------- |
| 2015–                       | Robert Cotta Dominique Palix | UG                          |